# Peña Blanca de Cachiaco
Peña Blanca de Cachiaco, denominado también Peña Blanca, es un caserío peruano ubicado en el distrito de Pacaipampa, perteneciente a la provincia de Ayabaca del departamento de Piura, al norte del Perú. 

## Ubicación
Peña Blanca de Cachiaco se ubica al sureste de la provincia de Ayabaca, en el distrito de Pacaipampa, en el departamento de Piura.

## Demografía
En 2017 Peña Blanca de Cachiaco tenía una población de 169 habitantes.
| Gráfica de evolución demográfica de Peña Blanca de Cachiaco entre 1993 y 2017 |
|                                                                               |
| Fuentes: Población 1993 y 2017                                                |